# Kiberpipa
Kiberpipa (ang. Cyberpipe) je hackerspace, ki deluje pod okriljem Društva Lugos in trenutno operira brez lastnega prostora.
Dejavnost ustanove je usmerjena v spodbujanje kreativne uporabe sodobnih tehnologij - kot t. i. »hackerspace«, digitalne produkcije vsebin in vzpostavljanje odprte informacijske družbe. Slednji cilj ponazarja njihov slogan »all our code are belong to you«.
V Kiberpipi med drugim delujejo računalniška delavnica, internetna kavarna, muzej računalništva in galerija sodobne digitalne umetnosti neuveljavljenih avtorjev. Na leto priredijo približno 200 kulturnih, izobraževalnih in umetniških dogodkov, ki imajo okrog 60.000 obiskovalcev. Med dogodki v organizaciji Kiberpipe so mednarodni festival HAIP (Hack/Act/Interact/Progress), ki vsaki dve leti združi umetnike in inženirje, ki se ukvarjajo s kreativno rabo tehnologije v umetnosti, tedenske Spletne urice s predavanji o sodobnih spletnih tehnologijah in mesečni LAMM (LinuxAudioMeetMe) posvečen produkciji zvoka v okolju Linux. Za organizacijo večinoma skrbijo prostovoljci. 
Kiberpipa je del Mreže multimedijskih centrov Slovenije (M3C), povezuje se s podobnimi centri v Sloveniji in okolici in podpira projekt Creative Commons.

## Zgodovina
Od leta 2000 do 2013 je Kiberpipa delovala v okviru Zavoda za kulturne dejavnosti K6/4 Študentske organizacije Univerze v Ljubljani (ŠOU) in imela svoje prostore poleg sedeža ŠOU na Kersnikovi ulici v Ljubljani.
2013 se je ločila od ŠOU in priključila LUGOS, ter do 2015 imela prostore v podhodu na Gosposvetski 2, v sodelavi s Knjižnico Otona Župančiča.
Decembra 2022 se je ponovno začela aktivnost, z namenom rednih (zaenkrat mesečnih) srečanj.